# Альтерглобалізм

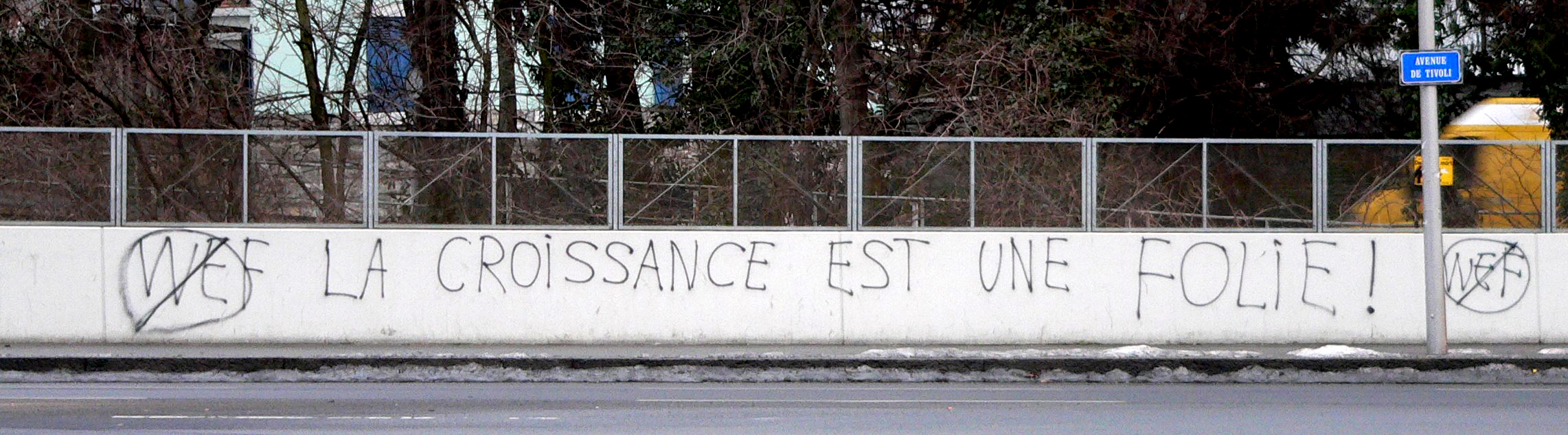
Графіті в Лозанні. Написано: La croissance est une folie («Зростання — це божевілля»)

Альтерглобалі́зм (від лат. alterno, дос. «змінюю» і новолат. globus – «куля»; фр. altermondialisme, дос. «інший глобалізм», від лат. alter — «інший») — соціальний рух, ідеологія якого близька до класичного антиглобалізму, але який підтримує деякі аспекти глобалізації, перш за все міжнародну інтеграцію, наполягаючи, що значення демократії, економічного правосуддя, екологічного захисту і прав людини повинні стояти попереду економічних турбот.
«Альтерглобалізм» позначає або окремий соціальний рух, або є загальним терміном, який включає багато різних соціальних рухів. Так, наприклад, People's Global Action, одне з альтерглобалістських угруповань, є децентралізованим об'єднанням різних організацій та осіб.
Багато людей, яких зовні називають «антиглобалістами», відкидають цей термін, називаючи себе частіше саме альтерглобалістами. Також використовують терміни глобальний рух за справедливість, рух рухів (зокрема, в Італії), «контрглобалізація» тощо.
Важливо наголосити, що альтерглобалізм не протистоїть глобалізації загалом, а натомість пропонує інші, більш людяні проєкти глобалізації.